# Kevin Rodríguez (calciatore)
Kevin José Rodríguez Cortez (Ibarra, 4 marzo 2000) è un calciatore ecuadoriano, attaccante dell'Union Saint-Gilloise.

## Carriera

### Club
Ha giocato nella prima divisione ecuadoriana ed in quella belga.

### Nazionale
Nel 2022 ha esordito in nazionale.

## Statistiche

### Presenze e reti nei club
Statistiche aggiornate al 17 maggio 2025.
| Stagione                    | Squadra                     | Campionato                  | Campionato | Campionato | Coppe nazionali | Coppe nazionali | Coppe nazionali | Coppe continentali | Coppe continentali | Coppe continentali | Altre coppe | Altre coppe | Altre coppe | Totale | Totale | Totale |
| Stagione                    | Squadra                     | Comp                        | Pres       | Reti       | Comp            | Pres            | Reti            | Comp               | Pres               | Reti               | Comp        | Pres        | Reti        | Pres   | Reti   |        |
| --------------------------- | --------------------------- | --------------------------- | ---------- | ---------- | --------------- | --------------- | --------------- | ------------------ | ------------------ | ------------------ | ----------- | ----------- | ----------- | ------ | ------ | ------ |
| 2017                        | Imbabura                    | B                           | 2          | 0          | -               | -               | -               | -                  | -                  | -                  | -           | -           | -           | 2      | 0      |        |
| 2018                        | Imbabura                    | SC                          | 9          | 7          | -               | -               | -               | -                  | -                  | -                  | -           | -           | -           | 9      | 7      |        |
| 2019                        | Imbabura                    | SC                          | 12         | 5          | CE              | 1               | 0               | -                  | -                  | -                  | -           | -           | -           | 13     | 5      |        |
| 2020                        | Imbabura                    | SC                          | 4          | 1          | -               | -               | -               | -                  | -                  | -                  | -           | -           | -           | 4      | 1      |        |
| 2021                        | Imbabura                    | SC                          | 11         | 2          | -               | -               | -               | -                  | -                  | -                  | -           | -           | -           | 11     | 2      |        |
| 2022                        | Imbabura                    | B                           | 29         | 10         | CE              | 4               | 2               | -                  | -                  | -                  | -           | -           | -           | 33     | 12     |        |
| Totale Imbabura             | Totale Imbabura             | Totale Imbabura             | 67         | 25         |                 | 5               | 2               |                    | -                  | -                  |             | -           | -           | 72     | 27     |        |
| feb.-ago. 2023              | Independiente del Valle     | A                           | 16         | 4          | -               | -               | -               | CL                 | 6                  | 1                  | SE+RS       | 1+2         | 0           | 25     | 5      |        |
| 2023-2024                   | Union Saint-Gilloise        | D1                          | 19         | 3          | CB              | 4               | 1               | UEL+UECL           | 6+0                | 0                  | -           | -           | -           | 29     | 4      |        |
| 2024-2025                   | Union Saint-Gilloise        | D1                          | 22         | 1          | CB              | 2               | 0               | UCL+UEL            | 2+10               | 0                  | SB          | -           | -           | 36     | 1      |        |
| Totale Union Saint-Gilloise | Totale Union Saint-Gilloise | Totale Union Saint-Gilloise | 41         | 4          |                 | 6               | 1               |                    | 18                 | 0                  |             | -           | -           | 65     | 5      |        |
| Totale carriera             | Totale carriera             | Totale carriera             | 83         | 29         |                 | 5               | 2               |                    | 6                  | 1                  |             | 3           | 0           | 97     | 32     |        |

### Cronologia presenze e reti in nazionale
| Cronologia completa delle presenze e delle reti in nazionale ― Ecuador | Cronologia completa delle presenze e delle reti in nazionale ― Ecuador | Cronologia completa delle presenze e delle reti in nazionale ― Ecuador | Cronologia completa delle presenze e delle reti in nazionale ― Ecuador | Cronologia completa delle presenze e delle reti in nazionale ― Ecuador | Cronologia completa delle presenze e delle reti in nazionale ― Ecuador | Cronologia completa delle presenze e delle reti in nazionale ― Ecuador | Cronologia completa delle presenze e delle reti in nazionale ― Ecuador |
| Data                                                                   | Città                                                                  | In casa                                                                | Risultato                                                              | Ospiti                                                                 | Competizione                                                           | Reti                                                                   | Note                                                                   |
| ---------------------------------------------------------------------- | ---------------------------------------------------------------------- | ---------------------------------------------------------------------- | ---------------------------------------------------------------------- | ---------------------------------------------------------------------- | ---------------------------------------------------------------------- | ---------------------------------------------------------------------- | ---------------------------------------------------------------------- |
| 12-11-2022                                                             | Madrid                                                                 | Ecuador                                                                | 0 – 0                                                                  | Iraq                                                                   | Amichevole                                                             | -                                                                      | 63’                                                                    |
| 20-11-2022                                                             | Al Khawr                                                               | Qatar                                                                  | 0 – 2                                                                  | Ecuador                                                                | Mondiali 2022 - 1º turno                                               | -                                                                      | 87’                                                                    |
| 25-11-2022                                                             | Al Rayyan                                                              | Paesi Bassi                                                            | 1 – 1                                                                  | Ecuador                                                                | Mondiali 2022 - 1º turno                                               | -                                                                      | 90’                                                                    |
| 24-3-2023                                                              | Sydney                                                                 | Australia                                                              | 3 – 1                                                                  | Ecuador                                                                | Amichevole                                                             | -                                                                      | 68’                                                                    |
| 28-3-2023                                                              | Melbourne                                                              | Australia                                                              | 1 – 2                                                                  | Ecuador                                                                | Amichevole                                                             | -                                                                      | 76’                                                                    |
| 7-9-2023                                                               | Buenos Aires                                                           | Argentina                                                              | 1 – 0                                                                  | Ecuador                                                                | Qual. Mondiali 2026                                                    | -                                                                      | 67’                                                                    |
| 12-9-2023                                                              | Quito                                                                  | Ecuador                                                                | 2 – 1                                                                  | Uruguay                                                                | Qual. Mondiali 2026                                                    | -                                                                      | 90+1’                                                                  |
| 12-10-2023                                                             | La Paz                                                                 | Bolivia                                                                | 1 – 2                                                                  | Ecuador                                                                | Qual. Mondiali 2026                                                    | 1                                                                      | 78’                                                                    |
| 17-10-2023                                                             | Quito                                                                  | Ecuador                                                                | 0 – 0                                                                  | Colombia                                                               | Qual. Mondiali 2026                                                    | -                                                                      | 74’                                                                    |
| 16-11-2023                                                             | Maturín                                                                | Venezuela                                                              | 0 – 0                                                                  | Ecuador                                                                | Qual. Mondiali 2026                                                    | -                                                                      | 71’                                                                    |
| 21-11-2023                                                             | Quito                                                                  | Ecuador                                                                | 1 – 0                                                                  | Cile                                                                   | Qual. Mondiali 2026                                                    | -                                                                      | 82’                                                                    |
| 12-6-2024                                                              | Chester                                                                | Ecuador                                                                | 3 – 1                                                                  | Bolivia                                                                | Amichevole                                                             | -                                                                      | 71’                                                                    |
| 16-6-2024                                                              | East Hartford                                                          | Ecuador                                                                | 2 – 1                                                                  | Honduras                                                               | Amichevole                                                             | -                                                                      | 77’                                                                    |
| 22-6-2024                                                              | Santa Clara                                                            | Ecuador                                                                | 1 – 2                                                                  | Venezuela                                                              | Coppa America 2024 - 1º turno                                          | -                                                                      | 35’                                                                    |
| 26-6-2024                                                              | Paradise                                                               | Ecuador                                                                | 3 – 1                                                                  | Giamaica                                                               | Coppa America 2024 - 1º turno                                          | -                                                                      | 88’                                                                    |
| 30-6-2024                                                              | Glendale                                                               | Messico                                                                | 0 – 0                                                                  | Ecuador                                                                | Coppa America 2024 - 1º turno                                          | -                                                                      | 76’                                                                    |
| 4-7-2024                                                               | Houston                                                                | Argentina                                                              | 1 – 1 (4 – 2 dtr)                                                      | Ecuador                                                                | Coppa America 2024 - Quarti di finale                                  | 1                                                                      | 76’                                                                    |
| 6-9-2024                                                               | Curitiba                                                               | Brasile                                                                | 1 – 0                                                                  | Ecuador                                                                | Qual. Mondiali 2026                                                    | -                                                                      | 68’                                                                    |
| 10-9-2024                                                              | Quito                                                                  | Ecuador                                                                | 1 – 0                                                                  | Perù                                                                   | Qual. Mondiali 2026                                                    | -                                                                      | 67’                                                                    |
| 15-10-2024                                                             | Montevideo                                                             | Uruguay                                                                | 0 – 0                                                                  | Ecuador                                                                | Qual. Mondiali 2026                                                    | -                                                                      | 59’                                                                    |
| 14-11-2024                                                             | Guayaquil                                                              | Ecuador                                                                | 4 – 0                                                                  | Bolivia                                                                | Qual. Mondiali 2026                                                    | -                                                                      | 68’                                                                    |
| 19-11-2024                                                             | Barranquilla                                                           | Colombia                                                               | 0 – 1                                                                  | Ecuador                                                                | Qual. Mondiali 2026                                                    | -                                                                      | 79’                                                                    |
| 21-3-2025                                                              | Quito                                                                  | Ecuador                                                                | 2 – 1                                                                  | Venezuela                                                              | Qual. Mondiali 2026                                                    | -                                                                      | 84’                                                                    |
| 5-6-2025                                                               | Guayaquil                                                              | Ecuador                                                                | 0 – 0                                                                  | Brasile                                                                | Qual. Mondiali 2026                                                    | -                                                                      | 78’                                                                    |
| 10-6-2025                                                              | Lima                                                                   | Perù                                                                   | 0 – 0                                                                  | Ecuador                                                                | Qual. Mondiali 2026                                                    | -                                                                      | 68’                                                                    |
| Totale                                                                 |                                                                        | Presenze                                                               | 25                                                                     |                                                                        | Reti                                                                   | 2                                                                      |                                                                        |

## Palmarès

### Club

#### Competizioni nazionali
- Supercoppa ecuadoriana: 1

Independiente del Valle: 2023
- Coppa del Belgio: 1

Union Saint-Gilloise: 2023-2024
- Supercoppa del Belgio: 1

Union Saint-Gilloise: 2024
- Campionato belga: 1

Union Saint-Gilloise: 2024-2025

#### Competizioni internazionali
- Recopa Sudamericana: 1

Independiente del Valle: 2023